# Krigsåret 1960

## Pågående krig
- Algerietrevolten (1954-1962)[1]
  - Frankrike på ena sidan
  - FLN på andra sidan

- Kongokrisen (1960-1965)

- Vietnamkriget (1959-1975)[2]
  - Sydvietnam på ena sidan
  - Nordvietnam på andra sidan

## Händelser

### Maj
- 1 - Gary Powers skjuts ner över Sverdlovsk.

### Juni
- 30 - Inbördeskrig utbryter då den belgiska besittningen Belgiska Kongo blir den självständiga staten Kongo-Leopoldville (nuvarande Kongo-Brazzaville) då provinsen Katanga bryter sig ur.

### Fotnoter
1. ↑  ”Chronological List of All Wars”. Arkiverad från originalet den 9 oktober 2014. https://web.archive.org/web/20141009082543/http://www.correlatesofwar.org/COW2%20Data/WarData_NEW/WarList_NEW.pdf. Läst 29 juni 2011.
2. ↑  ”World Statesmen”. http://www.worldstatesmen.org/WARS.html. Läst 28 juni 2011.